# Chico Teixeira (cineasta)
Chico Teixeira (Rio de Janeiro, 14 de junho de 1958 — São Paulo, 12 de dezembro de 2019) foi um roteirista, diretor de cinema e documentarista.

## Biografia
Diretor e documentarista, nasceu no Rio de Janeiro em 17 de Março de1958. Economista pós-graduado pela FGV, atuou na área por alguns anos e, em seguida, foi trabalhar em um programa de entrevistas Conexão Nacional para a Rede Manchete de Televisão. Começou a fazer documentários nos anos 90, como realizador independente. O primeiro, Favelas (1988), foi premiado no Brasil e em Portugal, no Festival Internacional do Algarve. Em 1991, fez Velhice, que foi exibido em festivais nos Estados Unidos, Japão e Alemanha. Seu terceiro documentário, o curta Criaturas que Nasciam em Segredo (1995), ganhou 21 prêmios no Brasil, incluindo o prêmio de melhor curta-metragem e melhor diretor no 23º Festival de Gramado, e três prêmios internacionais: na Espanha Festival de Huesca, no Chile e em Portugal. Na 5ª edição do Festival É Tudo Verdade, no ano de 2000, apresentou o documentário Carrego Comigo. Convidado para fazer parte da Comissão de Seleção de Curtas Metragens para o 35° Festival de Brasília do Cinema Brasileiro em 2002. Em 2007, dirigiu seu primeiro longa-metragem de ficção, A Casa de Alice, selecionado para a mostra Panorama do Festival de Berlim, o filme passou por vários festivais, onde ganhou prêmios como o de melhor filme e prêmio do júri dos jovens no 21º Festival de Fribourg, Suíça; prêmio especial do júri de melhor filme, de melhor atriz (Carla Ribas) e prêmio da crítica (FIPRESCI) no 22º Festival Internacional de Guadalajara, México; e prêmio de melhor atriz para Carla Ribas no Festival do Rio. O diretor foi convidado para ser padrinho do V Prêmio Fiesp/sesi do cinema Paulista. Em 2013, recebeu um prêmio por sua obra, Prêmio Almanaque n* 126, ano XI pelo site Almanakito da Maria do Rosário. Já em  2014 lançou o longa metragem Ausência, onde teve sua estréia internacional no Festival de Berlim, em sua carreira obteve 14 prêmios entre nacionais e internacionais.

## Morte
Foi vítima de um câncer no pulmão aos 61 anos de idade e faleceu no dia 12 de dezembro de 2019.

## Filmografia
- 2014 - Ausência
- 2007 - A Casa de Alice
- 2000 - Carrego Comigo(documentário)
- 1995 - Criaturas Que Nasciam em Segredo (documentário)
- 1991 - Velhice (documentário)
- 1989 - Favelas (documentário)
- 1987 - Making of 'Chá' (Video documentário)

Filmografia selecionada:

Diretor e roteirista Filme: Ausência.
.Prêmios ( 14 prêmios – sendo 4 internacionais):
-Ibermidia, Espanha jan 2014.
-25º Edicion  Cine en Construcción – Toulouse 2014:
.Prêmio  – Art Cinema CICAE.
-Festival do Rio (out/2014):
.Prêmio especial do Juri.
.Prêmio melhor ator. 
- Festival Aruanda da Paraíba (Dezembro 2014):
.Prêmio Associação Brasileira e Críticos de Cinema (ABRACCINE).
.Prêmio melhor diretor.
.Prêmio melhor ator.
.Prêmio melhor roteiro. 
-27º Festival de Cinema Latino de Toulouse (Cinelatino, Rencontres de Toulouse março 2015):
.Prêmio “La Grand Prix Coup de Coeur”. 
-43º Festival de Cinema de Gramado (de 1 a 15 de agosto de 2015), mostra oficial competitiva.
.Prêmio de melhor música
. melhor roteiro.
. melhor diretor.
. melhor filme. 
-Festival 7a edição do Festin Lisboa (de 04 a 11.05.2016), mostra oficial.
.Prêmio da Crítica de Melhor Filme.
.Ausência foi convidado para participar de mais de 30 festivais internacionais.
Diretor e Roteirista Filme: A Casa de Alice.
.Prêmios (33 prêmios nacionais e internacionais):
-Financiado pele Hubert Ball Fundation, TVE Espanha, BNDES, Petrobrás, Sabesp, Prefeitura Municipal de SP, Telerio, Arroz Brejeiro.
-“Cine en Construcción 10”, do 54º Festival de San Sebastián (21-30 setembro 2006), no qual ganhou o Prêmio CICAE, para distribuição em cinemas franceses, e o Prêmio TVE, que comprou os direitos do longa para transmissão na TV espanhola. 
-24 Festival Internacional de Cinema de Miami (Mônica  Wagenberg), mensão honrosa prêmio de melhor atriz (Março 2007). 
-21 Fribourg International Film Festival (18-25 Março 2007) Suíça,  prêmio Máximo de melhor filme, e o prêmio do júri dos estudantes. 
-23 Festival Internacional de Cine em Guadalajara (22-30 Março 2007)  prêmio de Melhor atriz, Prêmio especial do Júri, Prêmio da Crítica internacional Fipresci (The International Federation of Film Critics), Prêmio Globo Award (o filme será trabalhado para entrar como filme estrangeiro no Globo Award de 2008). 
-Festival de Portugal Queen Gay award prêmio de melhor atriz.
-Festival do Rio  prêmio de melhor atriz.
-Festival internacional de SP prêmio de melhor atriz.
-Festival Internacional de Chicago mensao de melhor diretor latino no festival.
-Festival de Goiânia  prêmios, de melhor atriz e de melhor atriz coadjuvante.
-5 Festival de Cine Cero Latitud em Quito Equador. Seleção oficial Competitiva (de 8 a 18/11. 2007) Mencion Honrosa del Jurado pelo filme e Carla Ribas mensão de melhor atriz . 
-Festival de Cinema Luso Brasileiro de Santa Maia da Feira (de 02 a 9/12 de 2007 prêmio diretor revelação Chico.
-FIC Festival Internacional de Cinema de Brasília (de 01 a 09/12 de 2007) prêmio Especial do Júri).
-5 Festival de Cine Cero Latitud em Quito Equador. Seleção oficial Competitiva (de 8 a 18/11. 2007) Mencion de Honor a película. 
-Festival Internacional del Nuevo Cine Latinoamericano (Havana- Cuba) Primier Premio Coral mejor Largometrage de filme.
-IV Prêmio Fiesp do Cinema Paulistano, prêmio de melhor filme, prêmio de melhor Atriz Carla Ribas.
-Festival Sesc dos Melhores Filmes 2008. Prêmio de melhor Atriz Carla Ribas.
-Prêmio APCA (associação Paulista dos Críticos de Arte) em 2008. Prêmio de melhor atriz, Carla Ribas.
-Prêmio ACIE (Associação dos correspondentes imprensa da estrangeira) em Maio de 2008. Prêmio de Melhor atriz, Carla Ribas.
.Participou de mais de 86 festivais nacionais e internacionais.
-Diretor e Roteirista do filme "Carrego Comigo":
.Financiado com recursos do BNDES para roteiros de documentários, e pela Jan Vrijman Foundation in Amsterdam, Holand .
.Vendeu para:
.TV  Sveriges Television TV estatal da Suécia.
.TVC (Televisió de Catalunya) Espanha.
Convidado para os Festivais de:
.International Documentary Film Festival Amsterdã (Holanda/2001).
.Bangkok Film Festival.
.Oslo International Film Festival (Norway/2002)
.Brazilian Film Festival (Suécia/2002).
.25◦Mostra de Cinema internacional de São Paulo (Brasil/2001).
.5 Mostra de Cinema de Tiradentes.
.I Panorama Coisa de Cinema Bahia (Brasil/2002).
.Cinema Paulista Retomada com Renovação.
.7◦ Festival Internacional de Documentários(Brasil/2001).
.Mostra Centro Cultural Banco do Brasil (Brasil/2002).
-Diretor e Roteirista do filme "Criaturas que Nasciam em Segredo":
.Prêmios (23 prêmios nacionais e internacionais):
.Medalha de ouro, Melhor Filme de Curta Metragem, Prêmio Íbero Americano no Festival de Cinema de Huesca (Espanha),
.Prêmio Mensão Honrosa do Juri para Melhor Documentário do 40 Festival Chileno Internacional Del Cortometraje (Chile),
.Segundo Melhor documentário pelo Juri Popular, no 40 Festival Internacional de Curtas Metragens de Vila do Conde (Portugal),
.Prêmio de Melhor Filme e Melhor Direção no 23 Festival de Gramado (Brasil),
.Prêmio de Melhor Direção ,Música e Montagem no 28 Festival de Brasília (Brasil),
.Prêmio Especial do Juri, 120 Rio Cine Festival (Brasil),
.Prêmio de Melhor Filme em Curta Metragem de 1995 pela APCA(Associação Paulista de Críticos de Arte) (Brasil),
.Prêmio de Melhor Roteiro e Melhor Filme no 10Festivalde Cinema do Recife(Brasill).
.Prêmio de Diretor Revelação e Melhor Música no 3 Festival Nacional de Cinema de Cuiabá (Brasil),
.Prêmio Kodak de Melhor Curta Metragem no 3 Festival Nacional de Cinema de Cuiabá (Brasil),
.Prêmio Melhor Filme Documentário no XXIII Jornada Internacional de Cinema da Bahia (Brasil),
.Prêmio Melhor Direção e Roteiro, VI Cine Ceará (Brasil),
.Prêmio Melhor Trilha Sonora e Melhor Filme pelo Jure Popular, XIX Guarnicê de Cine-Vídeo do Maranhão (Brasil),
.Prêmio Troféu Jangada de Melhor Filme no XIX  Guarnicê de Cine-Vídeo do Maranhão(Brasil).
.Prêmio de Melhor Roteiro e Melhor Filme no Festival de Cinema do Recife(Brasil).
-Diretor e roteirista do filme Velhice:
.Convidado para os Festivais de:
.National Educational Film and Video Festival(USA),
.14th Tokio Video Festival(Japão),
.34th International Leipziger Festival(Alemanha). 
.Festival Internacional de Algarve(Portugal).
-Diretor e roteirista do filme Favelas:
.Prêmios (1 prêmio).
.Medalha de prata no Festival Internacional de Algarve(Portugal).
Convidado para os Festivais de:
.Festival Internacional do Cine latino Americano (Cuba),
.Festival Internacional de Leipziger(Alemanha),
.Philadelphia International Film Festival(USA),
.Rio Cine Festival(Brasil),
.8 Fotótica Internacional Festival(Brasil),
.14 Encontro anual AMPOCS(Brasil).